# Carmenta ithacae
Carmenta ithacae is een vlinder uit de familie wespvlinders (Sesiidae), onderfamilie Sesiinae.
Carmenta ithacae is voor het eerst wetenschappelijk beschreven door Beutenmüller in 1897. De soort komt voor in het Neotropisch gebieden het  Nearctisch gebied.